# Billie Jean King Cup 2021 – finále
Finále Billie Jean King Cupu 2021 představovalo nejvyšší úroveň – elitní dvanáctičlennou skupinu, z níž vzešel celkový vítěz 58. ročníku ženské týmové soutěže v tenise. Dějištěm finále se původně měly stát kryté antukové dvorce v budapešťské Sportovní aréně Lászla Pappa. Maďarská metropole se však pořadatelství v květnu 2021 vzdala kvůli pandemii covidu-19. V srpnu 2021 získala pořadatelství finále Praha. 
Finálový turnaj se odehrával od 1. do 6. listopadu 2021 v pražské O2 areně na dvou dvorcích s tvrdým povrchem. K pořadatelství Mezinárodní tenisové federace se připojil Český tenisový svaz. Česká vláda na akci uvolnila 65 milionů korun. Televizní přenos byl zprostředkován do 175 států světa. Dotace finále byla snížena z plánovaných 18 milionů na 10,4 milionu dolarů. Z celkové částky připadlo 6,8 milionu na odměny hráčkám a národní tenisové svazy si rozdělily 3,6 milionu dolarů.
Los skupin se uskutečnil 11. února 2020 v budapešťském Muzeu krásných umění. Místo určené pro maďarské pořadatele přešlo na Kanadu, nejvýše postavený vítězný tým ze světové baráže hrané v dubnu 2021. Finále plánované do Budapešti na duben 2020 bylo v důsledku koronavirové pandemie nejdříve o rok odloženo, ale ani v dubnovém termínu 2021 se neuskutečnilo. Náhradou zvažované finále v Budapešti ve druhé polovině roku 2020 bylo nerealizovatelné pro smluvně vázanou vytíženost arény Lászla Pappa. Původně měla tato hala hostit pouze finále 2020 a další dva ročníky měly být odehrány již v nově postavené aréně pro 20 tisíc diváků.
Poprvé v historii Billie Jean King Cupu byl hrán finálový turnaj v tomto formátu, když nahradil dvě světové skupiny. Osm týmů do něj postoupilo z kvalifikačního kola probíhajícího v únoru 2020. O zbylá čtyři místa se podělili finalisté Fed Cupu 2019, výběr startující na divokou kartu a hostitelské místo přešlo z Maďarska na Kanadu, když Česko jako nový pořadatel již obdržel divokou kartu. Formát čtyř základních bloků měla Světová skupina v roce 2000, z nichž vítězové postoupili do vyřazovací fáze v Las Vegas. V sezóně 2001 pak byla Světová skupina hrána v podobě dvou základních bloků v Madridu a následného finále.
Obhájcem titulu byl trojnásobný šampion soutěže Francie, která po prohrách s Kanadou a Ruskem obsadila poslední místo v základní skupině. 
Vítězem se stalo Rusko hrající pod neutrálním statusem Ruské tenisové federace. Ve finálovém utkání porazilo Švýcarsko 2–0 na zápasy. Závěrečná čtyřhra se za rozhodnutého stavu neuskutečnila. Rusky získaly pátý titul, když navázaly na triumfy z let 2004, 2005, 2007 a 2008. Švýcarky postupem do finále vyrovnaly své maximum z roku 1998. Po prosincovém triumfu Ruské tenisové federace v Davis Cupu 2021 se Rusko stalo čtvrtou zemí v historii, která ovládla obě týmové soutěže v jediném kalendářním roce. Navázalo tak na Spojené státy, Austrálii a Česko.

## Účastníci
Finále se účastnilo dvanáct týmů:
- 2 finalisté 2019 (Austrálie, Francie)
- 1 tým na divokou kartu (Kanada namísto Česka)[14][11]
- 1 tým pořadatelského státu (Česko namísto Maďarska)[11]
- 8 vítězů kvalifikačního kola hraného v únoru 2020

| Účastníci | Účastníci | Účastníci | Účastníci     | Účastníci | Účastníci |
| Austrálie | Belgie    | Bělorusko | Česko         | Francie   | Kanada    |
| Německo   | RTF       | Slovensko | Spojené státy | Španělsko | Švýcarsko |
| --------- | --------- | --------- | ------------- | --------- | --------- |

### Ruská účast
Ruské tenistky hrály v Praze po vyloučení Ruska z velkých sportovních akcí v důsledku aféry státem řízeného dopingu pod neutrálním statusem, oficiálně pod hlavičkou Ruské tenisové federace bez užití ruské vlajky, hymny a názvu Ruská federace. Původně čtyřletý zákaz vydala Světová antidopingová agentura. Po odvolání Ruska zkrátila Mezinárodní sportovní arbitráž tento zákaz v prosinci 2020 na dva roky.

## Soupisky týmů
Kapitáni mohli do výběru nominovat až pět hráček. Ve startovním poli bylo osm předchozích vítězek soutěže – Cornetová, Garciaová, Ferrová, Stephensová, Vandewegheová, Krejčíková, Siniaková a Hradecká, která jako jediná triumfovala vícekrát. Kerberová, Stephensová a Krejčíková získaly grandslamové tituly ve dvouhře. Úřadující světová deblová jednička Mertensová, dále Vandewegheová, Garciaová, Hradecká a Krejčíková se Siniakovou vyhrály ve své kariéře grandslamové turnaje ve čtyřhře. Osm tenistek si odvezlo medaili z olympijských her – Bencicová, Golubicová, Kerberová, Pavljučenkovová, Vondroušová, Hradecká a Krejčíková se Siniakovou.
| Soupisky týmů | Soupisky týmů              | Soupisky týmů              | Soupisky týmů          | Soupisky týmů          | Soupisky týmů          | Soupisky týmů          | Soupisky týmů            | Soupisky týmů            | Soupisky týmů          | Soupisky týmů          | Soupisky týmů              | Soupisky týmů |
| Tým | jednička týmu              | jednička týmu              | dvojka týmu            | dvojka týmu            | trojka týmu            | trojka týmu            | čtyřka týmu              | čtyřka týmu              | pětka týmu             | pětka týmu             | kapitán                    |               |
| --- | -------------------------- | -------------------------- | ---------------------- | ---------------------- | ---------------------- | ---------------------- | ------------------------ | ------------------------ | ---------------------- | ---------------------- | -------------------------- | ------------- |
| Austrálie | Ajla Tomljanovićová        | Ajla Tomljanovićová        | Storm Sandersová       | Storm Sandersová       | Ellen Perezová         | Ellen Perezová         | Olivia Gadecká           | Olivia Gadecká           | Darja Gavrilovová      | Darja Gavrilovová      | Alicia Moliková            |               |
| Austrálie | 43.                        | 140.                       | 131.                   | 33.                    | 200.                   | 43.                    | 232.                     | 180.                     | 412.                   | 559.                   | Alicia Moliková            |               |
| Belgie | Elise Mertensová           | Elise Mertensová           | Greet Minnenová        | Greet Minnenová        | Ysaline Bonaventureová | Ysaline Bonaventureová | Kirsten Flipkensová      | Kirsten Flipkensová      | —                      | —                      | Johan Van Herck            |               |
| Belgie | 18.                        | 1.                         | 70.                    | 81.                    | 146.                   | 395.                   | 160.                     | 148.                     | —                      | —                      | Johan Van Herck            |               |
| Bělorusko | Aljaksandra Sasnovičová    | Aljaksandra Sasnovičová    | Julija Hatouková       | Julija Hatouková       | Iryna Šymanovičová     | Iryna Šymanovičová     | Věra Lapková             | Věra Lapková             | Lidzija Marozavová     | Lidzija Marozavová     | Taťána Pučeková            |               |
| Bělorusko | 88.                        | 79.                        | 192.                   | 495.                   | 263.                   | 311.                   | 356.                     | 238.                     | —                      | 90.                    | Taťána Pučeková            |               |
| Česko | Barbora Krejčíková         | Barbora Krejčíková         | Markéta Vondroušová    | Markéta Vondroušová    | Tereza Martincová      | Tereza Martincová      | Kateřina Siniaková       | Kateřina Siniaková       | Lucie Hradecká         | Lucie Hradecká         | Petr Pála                  |               |
| Česko | 3.                         | 3.                         | 35.                    | 66.                    | 48.                    | 188.                   | 49.                      | 2.                       | 557.                   | 29.                    | Petr Pála                  |               |
| Francie | Alizé Cornetová            | Alizé Cornetová            | Caroline Garciaová     | Caroline Garciaová     | Clara Burelová         | Clara Burelová         | Fiona Ferrová            | Fiona Ferrová            | —                      | —                      | Julien Benneteau           |               |
| Francie | 59.                        | 281.                       | 75.                    | 170.                   | 77.                    | 268.                   | 105.                     | 410.                     | —                      | —                      | Julien Benneteau           |               |
| Kanada | Rebecca Marinová           | Rebecca Marinová           | Carol Zhaová           | Carol Zhaová           | Françoise Abandová     | Françoise Abandová     | Gabriela Dabrowská       | Gabriela Dabrowská       | —                      | —                      | Sylvain Bruneau            |               |
| Kanada | 148.                       | 175.                       | 328.                   | 570.                   | 353.                   | —                      | 710.                     | 5.                       | —                      | —                      | Sylvain Bruneau            |               |
| Německo | Angelique Kerberová        | Angelique Kerberová        | Andrea Petkovicová     | Andrea Petkovicová     | Jule Niemeierová       | Jule Niemeierová       | Anna-Lena Friedsamová    | Anna-Lena Friedsamová    | Nastasja Schunková     | Nastasja Schunková     | Rainer Schüttler           |               |
| Německo | 9.                         | 379.                       | 76.                    | 135.                   | 134.                   | —                      | 137.                     | 93.                      | 297.                   | 1319.                  | Rainer Schüttler           |               |
| RTF | Anastasija Pavljučenkovová | Anastasija Pavljučenkovová | Darja Kasatkinová      | Darja Kasatkinová      | Veronika Kuděrmetovová | Veronika Kuděrmetovová | Jekatěrina Alexandrovová | Jekatěrina Alexandrovová | Ljudmila Samsonovová   | Ljudmila Samsonovová   | Igor Andrejev              |               |
| RTF | 12.                        | 108.                       | 28.                    | 284.                   | 31.                    | 11.                    | 32.                      | 146.                     | 40.                    | 1342.                  | Igor Andrejev              |               |
| Slovensko | Anna Karolína Schmiedlová  | Anna Karolína Schmiedlová  | Kristína Kučová        | Kristína Kučová        | Rebecca Šramková       | Rebecca Šramková       | Viktória Kužmová         | Viktória Kužmová         | Tereza Mihalíková      | Tereza Mihalíková      | Matej Lipták               |               |
| Slovensko | 83.                        | 621.                       | 111.                   | —                      | 172.                   | 491.                   | 175.                     | 59.                      | 618.                   | 111.                   | Matej Lipták               |               |
| Spojené státy | Danielle Collinsová        | Danielle Collinsová        | Shelby Rogersová       | Shelby Rogersová       | Sloane Stephensová     | Sloane Stephensová     | Coco Vandewegheová       | Coco Vandewegheová       | Caroline Dolehideová   | Caroline Dolehideová   | Kathy Rinaldiová           |               |
| Spojené státy | 30.                        | 492.                       | 42.                    | 74.                    | 63.                    | 1085.                  | 151.                     | 156.                     | 197.                   | 28.                    | Kathy Rinaldiová           |               |
| Španělsko | Sara Sorribesová Tormová   | Sara Sorribesová Tormová   | Nuria Párrizas Díazová | Nuria Párrizas Díazová | Aliona Bolsovová       | Aliona Bolsovová       | Rebeka Masárová          | Rebeka Masárová          | Carla Suárez Navarrová | Carla Suárez Navarrová | Anabel Medina Garriguesová |               |
| Španělsko | 37.                        | 69.                        | 66.                    | 359.                   | 163.                   | 86.                    | 167.                     | 270.                     | 330.                   | 1103.                  | Anabel Medina Garriguesová |               |
| Švýcarsko | Belinda Bencicová          | Belinda Bencicová          | Jil Teichmannová       | Jil Teichmannová       | Viktorija Golubicová   | Viktorija Golubicová   | Stefanie Vögeleová       | Stefanie Vögeleová       | —                      | —                      | Heinz Günthardt            |               |
| Švýcarsko | 17.                        | 155.                       | 39.                    | 106.                   | 45.                    | 145.                   | 116.                     | 964.                     | —                      | —                      | Heinz Günthardt            |               |
| Žebříček WTA ve dvouhře a čtyřhře k 1. listopadu 2021 / – nejvýše postavená jednička až pětka ve startovním poli |                            |                            |                        |                        |                        |                        |                          |                          |                        |                        |                            |               |

## Formát

### Zápasy
Mezistátní zápasy probíhaly v jediném dni, v podobě dvou dvouher a závěrečné čtyřhry. Utkání byla hrána na dvě vítězné sady. Sety ve dvouhře mohl ukončit tiebreak do 7 bodů. Ve čtyřhře nebyly hrány výhody a případná třetí sada měla charakter 10bodového superitiebreaku. Kapitán podával nominaci nejpozději hodinu před zahájením mezistátního zápasu. První dvouhru hrály nominované dvojky, druhý singl pak jedničky.

### Skupiny
V první fázi finále byly týmy rozděleny do čtyř tříčlenných skupin, v nichž hrál každý s každým. Rozlosování ze tří výkonnostních košů se uskutečnilo 11. února 2020 v budapešťském Muzeu krásných umění. Vítězové skupin postoupili do semifinále. Od této druhé fáze soutěž probíhala vyřazovacím systémem. Finalisté si zajistili přímý postup do finálového turnaje 2022. Na družstva z 3.–12. místa čekalo kvalifikační kolo 2022.
| Harmonogram          | Harmonogram                     | Harmonogram                     | Harmonogram                     | Harmonogram                     |
| Datum                | den                             | fáze                            | týmů                            | informace                       |
| -------------------- | ------------------------------- | ------------------------------- | ------------------------------- | ------------------------------- |
| 1.–4. listopadu 2021 | pondělí–čtvrtek                 | základní skupiny                | 12                              | 4 skupiny po 3 týmech           |
| 5. listopadu 2021    | pátek                           | semifinále                      | 4                               | 4 vítězově skupin               |
| 6. listopadu 2021    | sobota                          | finále                          | 2                               | 2 vítězově semifinále           |
| Výsledek             |                                 |                                 |                                 |                                 |
| Umístění             | účast                           | účast                           | účast                           | účast                           |
| 1.–2. místo          | účast ve finále 2022            | účast ve finále 2022            | účast ve finále 2022            | účast ve finále 2022            |
| 3.–12. místo         | účast v kvalifikačním kole 2022 | účast v kvalifikačním kole 2022 | účast v kvalifikačním kole 2022 | účast v kvalifikačním kole 2022 |

## Skupinová fáze
|  | postup do vyřazovací fáze |

| Skupina | 1. místo      | 1. místo | 1. místo | 1. místo | 2. místo  | 2. místo | 2. místo | 2. místo | 3. místo  | 3. místo | 3. místo | 3. místo |
| Skupina | tým           | MZ       | U        | S        | tým       | MZ       | U        | S        | tým       | MZ       | U        | S        |
| ------- | ------------- | -------- | -------- | -------- | --------- | -------- | -------- | -------- | --------- | -------- | -------- | -------- |
| A       | RTF           | 2–0      | 2–1      | 11–4     | Kanada    | 1–1      | 2–4      | 5–9      | Francie   | 0–2      | 2–4      | 6–9      |
| B       | Austrálie     | 2–0      | 4–2      | 8–7      | Belgie    | 1–1      | 3–3      | 8–7      | Bělorusko | 0–2      | 2–4      | 6–8      |
| C       | Spojené státy | 1–1      | 3–3      | 7–6      | Slovensko | 1–1      | 3–3      | 8–8      | Španělsko | 1–1      | 3–3      | 7–8      |
| D       | Švýcarsko     | 2–0      | 5–1      | 10–3     | Česko     | 1–1      | 3–3      | 7–7      | Německo   | 0–2      | 1–5      | 4–11     |

### Skupina A
| Poř. | Tým     | mez. zápasy | utkání | sety | % setů | hry   | % her |
| ---- | ------- | ----------- | ------ | ---- | ------ | ----- | ----- |
| 1.   | RTF     | 2–0         | 5–1    | 11–4 | 73 %   | 82–51 | 62 %  |
| 2.   | Kanada  | 1–1         | 2–4    | 5–9  | 36 %   | 59–76 | 44 %  |
| 3.   | Francie | 0–2         | 2–4    | 6–9  | 40 %   | 64–69 | 48 %  |

#### Francie vs. Kanada
| | Francie | 1 :                                                                    | 2   | Kanada |     |  |
| --- | ------- | ---------------------------------------------------------------------- | --- | ------ | --- |  |
| O2 arena, Praha, Česko 1. listopadu 2021 tvrdý (h) |         |                                                                        |     |        |     |  |
| \| \| \| \| 1. \| 2. \| 3. \| \| \| -- \| \| ---------------------------------------------------------------------- \| --- \| ---- \| --- \| \| \| 1. \| \| Fiona Ferrová Françoise Abandová \| 6 4 \| 4 6 \| 4 6 \| \| \| 2. \| \| Alizé Cornetová Rebecca Marinová \| 6 4 \| 7 65 \| \| \| \| 3. \| \| Clara Burelová / Alizé Cornetová Gabriela Dabrowská / Rebecca Marinová \| 3 6 \| 6 78 \| \| \| \| \| \| \| \| \| \| \| \| \| \| \| \| \| \| \| \| \| \| \| \| \| \| \| \| \| \| \| \| \| \| \| \| \| \| \| \| \| \| \| |         |                                                                        |     |        |     |  |
| |         |                                                                        | 1.  | 2.     | 3.  |  |
| 1. |         | Fiona Ferrová Françoise Abandová                                       | 6 4 | 4 6    | 4 6 |  |
| 2. |         | Alizé Cornetová Rebecca Marinová                                       | 6 4 | 7 65   |     |  |
| 3. |         | Clara Burelová / Alizé Cornetová Gabriela Dabrowská / Rebecca Marinová | 3 6 | 6 78   |     |  |
| |         |                                                                        |     |        |     |  |
| |         |                                                                        |     |        |     |  |
| |         |                                                                        |     |        |     |  |
| |         |                                                                        |     |        |     |  |
| |         |                                                                        |     |        |     |  |

#### Ruská tenisová federace vs. Kanada
| | Ruská tenisová federace | 3 :                                                                                     | 0   | Kanada |     |  |
| --- | ----------------------- | --------------------------------------------------------------------------------------- | --- | ------ | --- |  |
| O2 arena, Praha, Česko 2. listopadu 2021 tvrdý (h) |                         |                                                                                         |     |        |     |  |
| \| \| \| \| 1. \| 2. \| 3. \| \| \| -- \| \| --------------------------------------------------------------------------------------- \| --- \| --- \| --- \| \| \| 1. \| \| Darja Kasatkinová Carol Zhaová \| 6 3 \| 6 1 \| \| \| \| 2. \| \| Anastasija Pavljučenkovová Rebecca Marinová \| 6 4 \| 4 6 \| 6 2 \| \| \| 3. \| \| Jekatěrina Alexandrovová / Veronika Kuděrmetovová Gabriela Dabrowská / Rebecca Marinová \| 6 3 \| 6 1 \| \| \| \| \| \| \| \| \| \| \| \| \| \| \| \| \| \| \| \| \| \| \| \| \| \| \| \| \| \| \| \| \| \| \| \| \| \| \| \| \| \| \| |                         |                                                                                         |     |        |     |  |
| |                         |                                                                                         | 1.  | 2.     | 3.  |  |
| 1. |                         | Darja Kasatkinová Carol Zhaová                                                          | 6 3 | 6 1    |     |  |
| 2. |                         | Anastasija Pavljučenkovová Rebecca Marinová                                             | 6 4 | 4 6    | 6 2 |  |
| 3. |                         | Jekatěrina Alexandrovová / Veronika Kuděrmetovová Gabriela Dabrowská / Rebecca Marinová | 6 3 | 6 1    |     |  |
| |                         |                                                                                         |     |        |     |  |
| |                         |                                                                                         |     |        |     |  |
| |                         |                                                                                         |     |        |     |  |
| |                         |                                                                                         |     |        |     |  |
| |                         |                                                                                         |     |        |     |  |

#### Francie vs. Ruská tenisová federace
| | Francie | 1 :                                                                            | 2   | Ruská tenisová federace |     |  |
| --- | ------- | ------------------------------------------------------------------------------ | --- | ----------------------- | --- |  |
| O2 arena, Praha, Česko 3. listopadu 2021 tvrdý (h) |         |                                                                                |     |                         |     |  |
| \| \| \| \| 1. \| 2. \| 3. \| \| \| -- \| \| ------------------------------------------------------------------------------ \| --- \| --- \| --- \| \| \| 1. \| \| Clara Burelová Jekatěrina Alexandrovová \| 3 6 \| 6 4 \| 6 3 \| \| \| 2. \| \| Alizé Cornetová Anastasija Pavljučenkovová \| 7 5 \| 4 6 \| 2 6 \| \| \| 3. \| \| Clara Burelová / Alizé Cornetová Veronika Kuděrmetovová / Ljudmila Samsonovová \| 2 6 \| 1 6 \| \| \| \| \| \| \| \| \| \| \| \| \| \| \| \| \| \| \| \| \| \| \| \| \| \| \| \| \| \| \| \| \| \| \| \| \| \| \| \| \| \| \| |         |                                                                                |     |                         |     |  |
| |         |                                                                                | 1.  | 2.                      | 3.  |  |
| 1. |         | Clara Burelová Jekatěrina Alexandrovová                                        | 3 6 | 6 4                     | 6 3 |  |
| 2. |         | Alizé Cornetová Anastasija Pavljučenkovová                                     | 7 5 | 4 6                     | 2 6 |  |
| 3. |         | Clara Burelová / Alizé Cornetová Veronika Kuděrmetovová / Ljudmila Samsonovová | 2 6 | 1 6                     |     |  |
| |         |                                                                                |     |                         |     |  |
| |         |                                                                                |     |                         |     |  |
| |         |                                                                                |     |                         |     |  |
| |         |                                                                                |     |                         |     |  |
| |         |                                                                                |     |                         |     |  |

### Skupina B
| Poř. | Tým       | mez. zápasy | utkání | sety | % setů | hry   | % her |
| ---- | --------- | ----------- | ------ | ---- | ------ | ----- | ----- |
| 1.   | Austrálie | 2–0         | 4–2    | 8–7  | 63 %   | 71–67 | 51 %  |
| 2.   | Belgie    | 1–1         | 3–3    | 8–7  | 53 %   | 73–61 | 54 %  |
| 3.   | Bělorusko | 0–2         | 2–4    | 6–8  | 43 %   | 55–71 | 44 %  |

#### Bělorusko vs. Belgie
| | Bělorusko | 1 :                                                                           | 2   | Belgie |     |  |
| --- | --------- | ----------------------------------------------------------------------------- | --- | ------ | --- |  |
| O2 arena, Praha, Česko 1. listopadu 2021 tvrdý (h) |           |                                                                               |     |        |     |  |
| \| \| \| \| 1. \| 2. \| 3. \| \| \| -- \| \| ----------------------------------------------------------------------------- \| --- \| --- \| --- \| \| \| 1. \| \| Iryna Šymanovičová Greet Minnenová \| 2 6 \| 2 6 \| \| \| \| 2. \| \| Aljaksandra Sasnovičová Elise Mertensová \| 2 6 \| 6 4 \| 2 6 \| \| \| 3. \| \| Věra Lapková / Aljaksandra Sasnovičová Elise Mertensová / Kirsten Flipkensová \| 6 4 \| 6 3 \| \| \| \| \| \| \| \| \| \| \| \| \| \| \| \| \| \| \| \| \| \| \| \| \| \| \| \| \| \| \| \| \| \| \| \| \| \| \| \| \| \| \| |           |                                                                               |     |        |     |  |
| |           |                                                                               | 1.  | 2.     | 3.  |  |
| 1. |           | Iryna Šymanovičová Greet Minnenová                                            | 2 6 | 2 6    |     |  |
| 2. |           | Aljaksandra Sasnovičová Elise Mertensová                                      | 2 6 | 6 4    | 2 6 |  |
| 3. |           | Věra Lapková / Aljaksandra Sasnovičová Elise Mertensová / Kirsten Flipkensová | 6 4 | 6 3    |     |  |
| |           |                                                                               |     |        |     |  |
| |           |                                                                               |     |        |     |  |
| |           |                                                                               |     |        |     |  |
| |           |                                                                               |     |        |     |  |
| |           |                                                                               |     |        |     |  |

#### Austrálie vs. Belgie
| | Austrálie | 2 :                                                                     | 1   | Belgie |     |  |
| --- | --------- | ----------------------------------------------------------------------- | --- | ------ | --- |  |
| O2 arena, Praha, Česko 2. listopadu 2021 tvrdý (h) |           |                                                                         |     |        |     |  |
| \| \| \| \| 1. \| 2. \| 3. \| \| \| -- \| \| ----------------------------------------------------------------------- \| --- \| ---- \| --- \| \| \| 1. \| \| Darja Gavrilovová Greet Minnenová \| 6 4 \| 1 6 \| 6 4 \| \| \| 2. \| \| Storm Sandersová Elise Mertensová \| 3 6 \| 7 65 \| 6 0 \| \| \| 3. \| \| Ellen Perezová / Storm Sandersová Greet Minnenová / Kirsten Flipkensová \| 2 6 \| 4 6 \| \| \| \| \| \| \| \| \| \| \| \| \| \| \| \| \| \| \| \| \| \| \| \| \| \| \| \| \| \| \| \| \| \| \| \| \| \| \| \| \| \| \| |           |                                                                         |     |        |     |  |
| |           |                                                                         | 1.  | 2.     | 3.  |  |
| 1. |           | Darja Gavrilovová Greet Minnenová                                       | 6 4 | 1 6    | 6 4 |  |
| 2. |           | Storm Sandersová Elise Mertensová                                       | 3 6 | 7 65   | 6 0 |  |
| 3. |           | Ellen Perezová / Storm Sandersová Greet Minnenová / Kirsten Flipkensová | 2 6 | 4 6    |     |  |
| |           |                                                                         |     |        |     |  |
| |           |                                                                         |     |        |     |  |
| |           |                                                                         |     |        |     |  |
| |           |                                                                         |     |        |     |  |
| |           |                                                                         |     |        |     |  |

#### Austrálie vs. Bělorusko
| | Austrálie | 2 :                                                                          | 1   | Bělorusko |     |  |
| --- | --------- | ---------------------------------------------------------------------------- | --- | --------- | --- |  |
| O2 arena, Praha, Česko 4. listopadu 2021 tvrdý (h) |           |                                                                              |     |           |     |  |
| \| \| \| \| 1. \| 2. \| 3. \| \| \| -- \| \| ---------------------------------------------------------------------------- \| --- \| --- \| --- \| \| \| 1. \| \| Storm Sandersová Julija Hatouková \| 6 3 \| 6 3 \| \| \| \| 2. \| \| Ajla Tomljanovićová Aljaksandra Sasnovičová \| 4 6 \| 6 2 \| 6 3 \| \| \| 3. \| \| Olivia Gadecká / Ellen Perezová Lidzija Marozavová / Aljaksandra Sasnovičová \| 4 6 \| 4 6 \| \| \| \| \| \| \| \| \| \| \| \| \| \| \| \| \| \| \| \| \| \| \| \| \| \| \| \| \| \| \| \| \| \| \| \| \| \| \| \| \| \| \| |           |                                                                              |     |           |     |  |
| |           |                                                                              | 1.  | 2.        | 3.  |  |
| 1. |           | Storm Sandersová Julija Hatouková                                            | 6 3 | 6 3       |     |  |
| 2. |           | Ajla Tomljanovićová Aljaksandra Sasnovičová                                  | 4 6 | 6 2       | 6 3 |  |
| 3. |           | Olivia Gadecká / Ellen Perezová Lidzija Marozavová / Aljaksandra Sasnovičová | 4 6 | 4 6       |     |  |
| |           |                                                                              |     |           |     |  |
| |           |                                                                              |     |           |     |  |
| |           |                                                                              |     |           |     |  |
| |           |                                                                              |     |           |     |  |
| |           |                                                                              |     |           |     |  |

### Skupina C
| Poř. | Tým           | mez. zápasy | utkání | sety | % setů | hry   | % her |
| ---- | ------------- | ----------- | ------ | ---- | ------ | ----- | ----- |
| 1.   | Spojené státy | 1–1         | 3–3    | 7–6  | 54 %   | 60–51 | 54 %  |
| 2.   | Slovensko     | 1–1         | 3–3    | 8–8  | 50 %   | 64–66 | 49 %  |
| 3.   | Španělsko     | 1–1         | 3–3    | 7–8  | 47 %   | 58–65 | 47 %  |

#### Španělsko vs. Slovensko
| | Španělsko | 2 :                                                                                       | 1   | Slovensko |          |  |
| --- | --------- | ----------------------------------------------------------------------------------------- | --- | --------- | -------- |  |
| O2 arena, Praha, Česko 1. listopadu 2021 tvrdý (h) |           |                                                                                           |     |           |          |  |
| \| \| \| \| 1. \| 2. \| 3. \| \| \| -- \| \| ----------------------------------------------------------------------------------------- \| --- \| --- \| -------- \| \| \| 1. \| \| Carla Suárezová Navarrová Viktória Kužmová \| 2 6 \| 6 3 \| 3 6 \| \| \| 2. \| \| Sara Sorribesová Tormová Anna Karolína Schmiedlová \| 6 3 \| 3 6 \| 6 2 \| \| \| 3. \| \| Sara Sorribesová Tormová / Carla Suárezová Navarrová Viktória Kužmová / Tereza Mihalíková \| 4 6 \| 6 2 \| [10] [7] \| \| \| \| \| \| \| \| \| \| \| \| \| \| \| \| \| \| \| \| \| \| \| \| \| \| \| \| \| \| \| \| \| \| \| \| \| \| \| \| \| \| |           |                                                                                           |     |           |          |  |
| |           |                                                                                           | 1.  | 2.        | 3.       |  |
| 1. |           | Carla Suárezová Navarrová Viktória Kužmová                                                | 2 6 | 6 3       | 3 6      |  |
| 2. |           | Sara Sorribesová Tormová Anna Karolína Schmiedlová                                        | 6 3 | 3 6       | 6 2      |  |
| 3. |           | Sara Sorribesová Tormová / Carla Suárezová Navarrová Viktória Kužmová / Tereza Mihalíková | 4 6 | 6 2       | [10] [7] |  |
| |           |                                                                                           |     |           |          |  |
| |           |                                                                                           |     |           |          |  |
| |           |                                                                                           |     |           |          |  |
| |           |                                                                                           |     |           |          |  |
| |           |                                                                                           |     |           |          |  |

#### Spojené státy americké vs. Slovensko
| | Spojené státy americké | 1 :                                                                            | 2   | Slovensko |           |  |
| --- | ---------------------- | ------------------------------------------------------------------------------ | --- | --------- | --------- |  |
| O2 arena, Praha, Česko 2. listopadu 2021 tvrdý (h) |                        |                                                                                |     |           |           |  |
| \| \| \| \| 1. \| 2. \| 3. \| \| \| -- \| \| ------------------------------------------------------------------------------ \| --- \| ---- \| --------- \| \| \| 1. \| \| Shelby Rogersová Viktória Kužmová \| 4 6 \| 4 6 \| \| \| \| 2. \| \| Danielle Collinsová Anna Karolína Schmiedlová \| 6 3 \| 6 2 \| \| \| \| 3. \| \| Caroline Dolehideová / Coco Vandewegheová Viktória Kužmová / Tereza Mihalíková \| 2 6 \| 7 65 \| [10] [12] \| \| \| \| \| \| \| \| \| \| \| \| \| \| \| \| \| \| \| \| \| \| \| \| \| \| \| \| \| \| \| \| \| \| \| \| \| \| \| \| \| \| |                        |                                                                                |     |           |           |  |
| |                        |                                                                                | 1.  | 2.        | 3.        |  |
| 1. |                        | Shelby Rogersová Viktória Kužmová                                              | 4 6 | 4 6       |           |  |
| 2. |                        | Danielle Collinsová Anna Karolína Schmiedlová                                  | 6 3 | 6 2       |           |  |
| 3. |                        | Caroline Dolehideová / Coco Vandewegheová Viktória Kužmová / Tereza Mihalíková | 2 6 | 7 65      | [10] [12] |  |
| |                        |                                                                                |     |           |           |  |
| |                        |                                                                                |     |           |           |  |
| |                        |                                                                                |     |           |           |  |
| |                        |                                                                                |     |           |           |  |
| |                        |                                                                                |     |           |           |  |

#### Spojené státy americké vs. Španělsko
| | Spojené státy americké | 2 :                                                                          | 1   | Španělsko |    |  |
| --- | ---------------------- | ---------------------------------------------------------------------------- | --- | --------- | -- |  |
| O2 arena, Praha, Česko 3. listopadu 2021 tvrdý (h) |                        |                                                                              |     |           |    |  |
| \| \| \| \| 1. \| 2. \| 3. \| \| \| -- \| \| ---------------------------------------------------------------------------- \| --- \| --- \| -- \| \| \| 1. \| \| Sloane Stephensová Nuria Párrizasová Díazová \| 6 4 \| 6 4 \| \| \| \| 2. \| \| Danielle Collinsová Sara Sorribesová Tormová \| 6 1 \| 6 0 \| \| \| \| 3. \| \| Caroline Dolehideová / Coco Vandewegheová Aliona Bolsovová / Rebeka Masárová \| 3 6 \| 4 6 \| \| \| \| \| \| \| \| \| \| \| \| \| \| \| \| \| \| \| \| \| \| \| \| \| \| \| \| \| \| \| \| \| \| \| \| \| \| \| \| \| \| \| |                        |                                                                              |     |           |    |  |
| |                        |                                                                              | 1.  | 2.        | 3. |  |
| 1. |                        | Sloane Stephensová Nuria Párrizasová Díazová                                 | 6 4 | 6 4       |    |  |
| 2. |                        | Danielle Collinsová Sara Sorribesová Tormová                                 | 6 1 | 6 0       |    |  |
| 3. |                        | Caroline Dolehideová / Coco Vandewegheová Aliona Bolsovová / Rebeka Masárová | 3 6 | 4 6       |    |  |
| |                        |                                                                              |     |           |    |  |
| |                        |                                                                              |     |           |    |  |
| |                        |                                                                              |     |           |    |  |
| |                        |                                                                              |     |           |    |  |
| |                        |                                                                              |     |           |    |  |

### Skupina D
| Poř. | Tým       | mez. zápasy | utkání | sety | % setů | hry   | % her |
| ---- | --------- | ----------- | ------ | ---- | ------ | ----- | ----- |
| 1.   | Švýcarsko | 2–0         | 5–1    | 10–3 | 77 %   | 73–51 | 59 %  |
| 2.   | Česko     | 1–1         | 3–3    | 7–7  | 50 %   | 64–64 | 50 %  |
| 3.   | Německo   | 0–2         | 1–5    | 4–11 | 27 %   | 56–78 | 42 %  |

#### Česko vs. Německo
| | Česko | 2 :                                                                          | 1    | Německo |          |  |
| --- | ----- | ---------------------------------------------------------------------------- | ---- | ------- | -------- |  |
| O2 arena, Praha, Česko 1. listopadu 2021 tvrdý (h) |       |                                                                              |      |         |          |  |
| \| \| \| \| 1. \| 2. \| 3. \| \| \| -- \| \| ---------------------------------------------------------------------------- \| ---- \| ---- \| -------- \| \| \| 1. \| \| Markéta Vondroušová Andrea Petkovicová \| 6 1 \| 6 3 \| \| \| \| 2. \| \| Barbora Krejčíková Angelique Kerberová \| 7 65 \| 0 6 \| 4 6 \| \| \| 3. \| \| Lucie Hradecká / Kateřina Siniaková Anna-Lena Friedsamová / Jule Niemeierová \| 6 4 \| 62 7 \| [10] [8] \| \| \| \| \| \| \| \| \| \| \| \| \| \| \| \| \| \| \| \| \| \| \| \| \| \| \| \| \| \| \| \| \| \| \| \| \| \| \| \| \| \| |       |                                                                              |      |         |          |  |
| |       |                                                                              | 1.   | 2.      | 3.       |  |
| 1. |       | Markéta Vondroušová Andrea Petkovicová                                       | 6 1  | 6 3     |          |  |
| 2. |       | Barbora Krejčíková Angelique Kerberová                                       | 7 65 | 0 6     | 4 6      |  |
| 3. |       | Lucie Hradecká / Kateřina Siniaková Anna-Lena Friedsamová / Jule Niemeierová | 6 4  | 62 7    | [10] [8] |  |
| |       |                                                                              |      |         |          |  |
| |       |                                                                              |      |         |          |  |
| |       |                                                                              |      |         |          |  |
| |       |                                                                              |      |         |          |  |
| |       |                                                                              |      |         |          |  |

#### Německo vs. Švýcarsko
| | Německo | 0 :                                                                            | 3   | Švýcarsko |     |  |
| --- | ------- | ------------------------------------------------------------------------------ | --- | --------- | --- |  |
| O2 arena, Praha, Česko 2. listopadu 2021 tvrdý (h) |         |                                                                                |     |           |     |  |
| \| \| \| \| 1. \| 2. \| 3. \| \| \| -- \| \| ------------------------------------------------------------------------------ \| --- \| --- \| --- \| \| \| 1. \| \| Andrea Petkovicová Viktorija Golubicová \| 4 6 \| 6 7 \| \| \| \| 2. \| \| Angelique Kerberová Belinda Bencicová \| 7 5 \| 2 6 \| 2 6 \| \| \| 3. \| \| Anna-Lena Friedsamová / Jule Niemeierová Jil Teichmannová / Stefanie Vögeleová \| 1 6 \| 2 6 \| \| \| \| \| \| \| \| \| \| \| \| \| \| \| \| \| \| \| \| \| \| \| \| \| \| \| \| \| \| \| \| \| \| \| \| \| \| \| \| \| \| \| |         |                                                                                |     |           |     |  |
| |         |                                                                                | 1.  | 2.        | 3.  |  |
| 1. |         | Andrea Petkovicová Viktorija Golubicová                                        | 4 6 | 6 7       |     |  |
| 2. |         | Angelique Kerberová Belinda Bencicová                                          | 7 5 | 2 6       | 2 6 |  |
| 3. |         | Anna-Lena Friedsamová / Jule Niemeierová Jil Teichmannová / Stefanie Vögeleová | 1 6 | 2 6       |     |  |
| |         |                                                                                |     |           |     |  |
| |         |                                                                                |     |           |     |  |
| |         |                                                                                |     |           |     |  |
| |         |                                                                                |     |           |     |  |
| |         |                                                                                |     |           |     |  |

#### Česko vs. Švýcarsko
| | Česko | 1 :                                                                      | 2    | Švýcarsko |    |  |
| --- | --- | ------------------------------------------------------------------------ | ---- | --------- | -- |  |
| O2 arena, Praha, Česko 4. listopadu 2021 tvrdý (h) | |                                                                          |      |           |    |  |
| \| \| \| \| 1. \| 2. \| 3. \| \| \| ----------- \| ---------------------------------------------------------------------------------------------------------------------------------------------------------------------------------------------------------------------------------------------------------------------------------------------------------------------------------------------------------------------------------------------------------------- \| ------------------------------------------------------------------------ \| ---- \| --- \| -- \| \| \| 1. \| \| Markéta Vondroušová Viktorija Golubicová \| 6 4 \| 6 2 \| \| \| \| 2. \| \| Barbora Krejčíková Belinda Bencicová \| 62 7 \| 4 6 \| \| \| \| 3. \| \| Lucie Hradecká / Kateřina Siniaková Belinda Bencicová / Jil Teichmannová \| 3 6 \| 3 6 \| \| \| \| \| \| \| \| \| \| \| \| \| \| \| \| \| \| \| \| \| \| \| \| \| \| \| \| Podrobnosti \| \| \| \| \| \| \| \| \| Výhrou Švýcarky snížily výrazně pasivní vzájemnou bilanci s českým týmem na 2:7. Do střetnutí zasáhly zlaté a stříbrné medailistky z Letní olympiády 2020 v Tokiu hrané během léta 2021. Na švýcarské straně olympijská šampionka z dvouhry Bencicová a stříbrné ze čtyřhry Golubicová s Bencicovou. V české reprezentaci deblové olympijské vítězky Krejčíková se Siniakovou a stříbrná singlistka Vondroušová. \| \| \| \| \| \| | |                                                                          |      |           |    |  |
| | |                                                                          | 1.   | 2.        | 3. |  |
| 1. | | Markéta Vondroušová Viktorija Golubicová                                 | 6 4  | 6 2       |    |  |
| 2. | | Barbora Krejčíková Belinda Bencicová                                     | 62 7 | 4 6       |    |  |
| 3. | | Lucie Hradecká / Kateřina Siniaková Belinda Bencicová / Jil Teichmannová | 3 6  | 3 6       |    |  |
| | |                                                                          |      |           |    |  |
| | |                                                                          |      |           |    |  |
| | |                                                                          |      |           |    |  |
| Podrobnosti | |                                                                          |      |           |    |  |
| | Výhrou Švýcarky snížily výrazně pasivní vzájemnou bilanci s českým týmem na 2:7. Do střetnutí zasáhly zlaté a stříbrné medailistky z Letní olympiády 2020 v Tokiu hrané během léta 2021. Na švýcarské straně olympijská šampionka z dvouhry Bencicová a stříbrné ze čtyřhry Golubicová s Bencicovou. V české reprezentaci deblové olympijské vítězky Krejčíková se Siniakovou a stříbrná singlistka Vondroušová. |                                                                          |      |           |    |  |

## Vyřazovací fáze
|  | Semifinále 5. listopadu | Semifinále 5. listopadu | Semifinále 5. listopadu |  |  | Finále 6. listopadu | Finále 6. listopadu | Finále 6. listopadu |
|  |                         |                         |                         |  |  |                     |                     |                     |
|  |                         | RTF                     | 2                       |  |  |                     |                     |                     |
|  |                         | Spojené státy           | 1                       |  |  |                     |                     |                     |
|  |                         |                         |                         |  |  |                     | RTF                 | 2                   |
|  |                         |                         |                         |  |  |                     | Švýcarsko           | 0                   |
|  |                         | Austrálie               | 0                       |  |  |                     |                     |                     |
|  |                         | Švýcarsko               | 2                       |  |  |                     |                     |                     |

### Semifinále

#### Ruská tenisová federace vs. Spojené státy americké
| | Ruská tenisová federace                                                               | 2 :                                                                                 | 1      | Spojené státy americké |     |  |
| --- | ------------------------------------------------------------------------------------- | ----------------------------------------------------------------------------------- | ------ | ---------------------- | --- |  |
| O2 arena, Praha, Česko 5. listopadu 2021 tvrdý (h) |                                                                                       |                                                                                     |        |                        |     |  |
| \| \| \| \| 1. \| 2. \| 3. \| \| \| ----------- \| ----------------------------------------------------------------------------------------- \| ----------------------------------------------------------------------------------- \| ------ \| ---- \| --- \| \| \| 1. \| \| Ljudmila Samsonovová Sloane Stephensová \| 1 6 \| 6 4 \| 6 3 \| \| \| 2. \| \| Anastasija Pavljučenkovová Danielle Collinsová \| 711 69 \| 62 7 \| 2 6 \| \| \| 3. \| \| Veronika Kuděrmetovová / Ljudmila Samsonovová Shelby Rogersová / Coco Vandewegheová \| 6 3 \| 6 3 \| \| \| \| \| \| \| \| \| \| \| \| \| \| \| \| \| \| \| \| \| \| \| \| \| \| \| \| Podrobnosti \| \| \| \| \| \| \| \| \| Předchozí poměr vzájemných zápasů mezi Spojenými státy americkými a Ruskem činil 5:3.[31] \| \| \| \| \| \| |                                                                                       |                                                                                     |        |                        |     |  |
| |                                                                                       |                                                                                     | 1.     | 2.                     | 3.  |  |
| 1. |                                                                                       | Ljudmila Samsonovová Sloane Stephensová                                             | 1 6    | 6 4                    | 6 3 |  |
| 2. |                                                                                       | Anastasija Pavljučenkovová Danielle Collinsová                                      | 711 69 | 62 7                   | 2 6 |  |
| 3. |                                                                                       | Veronika Kuděrmetovová / Ljudmila Samsonovová Shelby Rogersová / Coco Vandewegheová | 6 3    | 6 3                    |     |  |
| |                                                                                       |                                                                                     |        |                        |     |  |
| |                                                                                       |                                                                                     |        |                        |     |  |
| |                                                                                       |                                                                                     |        |                        |     |  |
| Podrobnosti |                                                                                       |                                                                                     |        |                        |     |  |
| | Předchozí poměr vzájemných zápasů mezi Spojenými státy americkými a Ruskem činil 5:3. |                                                                                     |        |                        |     |  |

#### Austrálie vs. Švýcarsko
| | Austrálie                                                                | 0 :                                                                         | 2   | Švýcarsko |    |            |
| --- | ------------------------------------------------------------------------ | --------------------------------------------------------------------------- | --- | --------- | -- | ---------- |
| O2 arena, Praha, Česko 5. listopadu 2021 tvrdý (h) |                                                                          |                                                                             |     |           |    |            |
| \| \| \| \| 1. \| 2. \| 3. \| \| \| ----------- \| ---------------------------------------------------------------------------- \| --------------------------------------------------------------------------- \| --- \| --- \| -- \| ---------- \| \| 1. \| \| Storm Sandersová Jil Teichmannová \| 0 6 \| 3 6 \| \| \| \| 2. \| \| Ajla Tomljanovićová Belinda Bencicová \| 3 6 \| 2 6 \| \| \| \| 3. \| \| Ellen Perezová / Storm Sandersová Viktorija Golubicová / Stefanie Vögeleová \| \| \| \| nehrálo se \| \| \| \| \| \| \| \| \| \| \| \| \| \| \| \| \| \| \| \| \| \| \| \| \| \| Podrobnosti \| \| \| \| \| \| \| \| \| Předchozí poměr vzájemných zápasů mezi Austrálií a Švýcarskem činil 6:1.[32] \| \| \| \| \| \| |                                                                          |                                                                             |     |           |    |            |
| |                                                                          |                                                                             | 1.  | 2.        | 3. |            |
| 1. |                                                                          | Storm Sandersová Jil Teichmannová                                           | 0 6 | 3 6       |    |            |
| 2. |                                                                          | Ajla Tomljanovićová Belinda Bencicová                                       | 3 6 | 2 6       |    |            |
| 3. |                                                                          | Ellen Perezová / Storm Sandersová Viktorija Golubicová / Stefanie Vögeleová |     |           |    | nehrálo se |
| |                                                                          |                                                                             |     |           |    |            |
| |                                                                          |                                                                             |     |           |    |            |
| |                                                                          |                                                                             |     |           |    |            |
| Podrobnosti |                                                                          |                                                                             |     |           |    |            |
| | Předchozí poměr vzájemných zápasů mezi Austrálií a Švýcarskem činil 6:1. |                                                                             |     |           |    |            |

### Finále

#### Ruská tenisová federace vs. Švýcarsko
| | Ruská tenisová federace | 2 :                                                                                    | 0   | Švýcarsko |     |            |
| --- | --- | -------------------------------------------------------------------------------------- | --- | --------- | --- | ---------- |
| O2 arena, Praha, Česko 6. listopadu 2021 tvrdý (h) | |                                                                                        |     |           |     |            |
| \| \| \| \| 1. \| 2. \| 3. \| \| \| ----------- \| ----------------------------------------------------------------------------------------------------------------------------------------------------------------------------------------------------------------------------- \| -------------------------------------------------------------------------------------- \| --- \| --- \| --- \| ---------- \| \| 1. \| \| Darja Kasatkinová Jil Teichmannová \| 6 2 \| 6 4 \| \| \| \| 2. \| \| Ljudmila Samsonovová Belinda Bencicová \| 3 6 \| 6 3 \| 6 4 \| \| \| 3. \| \| Jekatěrina Alexandrovová / Darja Kasatkinová Viktorija Golubicová / Stefanie Vögeleová \| \| \| \| nehrálo se \| \| \| \| \| \| \| \| \| \| \| \| \| \| \| \| \| \| \| \| \| \| \| \| \| \| Podrobnosti \| \| \| \| \| \| \| \| \| Předchozí poměr vzájemných zápasů mezi Ruskem a Švýcarskem činil 2:1.[33] Rusky získaly pátý titul, když navázaly na triumfy v letech 2004, 2005, 2007 a 2008. Švýcarky vyrovnaly postupem do finále své maximum z roku 1998. \| \| \| \| \| \| | |                                                                                        |     |           |     |            |
| | |                                                                                        | 1.  | 2.        | 3.  |            |
| 1. | | Darja Kasatkinová Jil Teichmannová                                                     | 6 2 | 6 4       |     |            |
| 2. | | Ljudmila Samsonovová Belinda Bencicová                                                 | 3 6 | 6 3       | 6 4 |            |
| 3. | | Jekatěrina Alexandrovová / Darja Kasatkinová Viktorija Golubicová / Stefanie Vögeleová |     |           |     | nehrálo se |
| | |                                                                                        |     |           |     |            |
| | |                                                                                        |     |           |     |            |
| | |                                                                                        |     |           |     |            |
| Podrobnosti | |                                                                                        |     |           |     |            |
| | Předchozí poměr vzájemných zápasů mezi Ruskem a Švýcarskem činil 2:1. Rusky získaly pátý titul, když navázaly na triumfy v letech 2004, 2005, 2007 a 2008. Švýcarky vyrovnaly postupem do finále své maximum z roku 1998. |                                                                                        |     |           |     |            |

## Vítěz
| Vítěz Billie Jean King Cupu 2021   |
| ---------------------------------- |
| Ruská tenisová federace pátý titul |